# Cuves (Haute-Marne)
Cuves település Franciaországban, Haute-Marne megyében. Lakosainak száma 25 fő (2022. január 1.). Cuves Longchamp, Mennouveaux, Ninville és Buxières-lès-Clefmont községekkel határos.

## Népesség
A település népességének változása:
| Lakosok száma | 37   | 25   | 25   | 23   | 23   | 23   | 25   | 26   | 26   | 25   |
|               | 1968 | 1982 | 1990 | 2006 | 2013 | 2015 | 2017 | 2019 | 2020 | 2022 |